# Erythrocera picta
Erythrocera picta là một loài ruồi trong họ Tachinidae.